# Tanya Maniktala

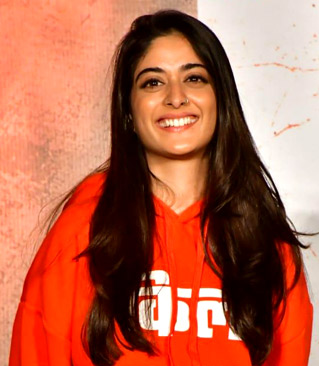
Tanya Maniktala

Tanya Maniktala (Hindi तान्या मानिकतला; * 7. Juli 1997 in Delhi) ist eine indische Schauspielerin.

## Leben und Karriere
Maniktala wurde am 7. Juli 1997 in Delhi geboren. Sie schloss 2018 ihr Studium der Englischen Literatur am University of Delhi ab. Vor ihrer Schauspielkarriere arbeitete sie als Werbetexterin.
Ihr Schauspieldebüt gab Maniktala 2018 in der Serie Flames. 2020 übernahm sie die Rolle der Lata Mehra in der Miniserie A Suitable Boy. Im selben Jahr wurde Maniktala beim Toronto International Film Festival als "Rising Star" für ihre Rolle ausgezeichnet. Anschließend war sie 2021 in Feels Like Ishq zu sehen. Außerdem spielte Maniktala 2023 in Mumbaikar mit. 2024 bekam sie in dem Film Kill eine Hauptrolle.

## Filmografie
Filme
- 2023: Mumbaikar
- 2024: Kill

Serien
- seit 2018: Flames
- 2020: A Suitable Boy
- 2021: Feels like Ishq
- 2021: Chutzpah
- 2022: How To Fall In Love
- 2023: Tooth Pari: When Love Bites
- 2023: P.I. Meena

## Auszeichnungen

### Gewonnen
- 2020: Toronto International Film Festival in der Kategorie „Rising Stars Award“[7]